# 松嶋和子
松嶋 和子（まつしま かずこ、1973年12月29日 - ）は、日本の政治家。熊本県阿蘇市長（1期）。

## 来歴
熊本県阿蘇市生まれ。早稲田大学法学部卒業。卒業後は合志市役所に勤務する。

### 2025年阿蘇市長選挙
2024年12月に合志市役所を退職した。同月3日に阿蘇市長選挙への立候補を表明した。選挙戦ではふるさと納税による財源確保や子育て支援、高齢者支援の拡充を訴えた。
2025年2月16日、阿蘇市長選挙6期目を目指した現職の佐藤義興を破って初当選。熊本県内では初の女性市長となった。
※当日有権者数：20,177人 最終投票率：67.43%（前回比：-pts）
| 候補者名 | 年齢 | 所属党派 | 新旧別 | 得票数  | 得票率 | 推薦・支持 |
| -------- | ---- | -------- | ------ | ------- | ------ | ---------- |
| 松嶋和子 | 51   | 無所属   | 新     | 7,016票 | 51.94% | -          |
| 佐藤義興 | 75   | 無所属   | 現     | 6,492票 | 48.06% | -          |

3月6日に就任した。

## 市長として
- 牛舎建設住民訴訟に関して、1審で佐藤の過失を認めた控訴審の継続を表明した[7]。なお、この訴訟の原告の1人は松嶋の夫であり、夫婦で原告と被告になった[7]。

## その他
- 夫は住民監査請求や行政訴訟を通じて、市や佐藤の責任を追及している[5]。